# Clematis vitalba
Clematis vitalba là một loài thực vật có hoa trong họ Mao lương. Loài này được Carl von Linné mô tả khoa học đầu tiên năm 1753.

## Hình ảnh

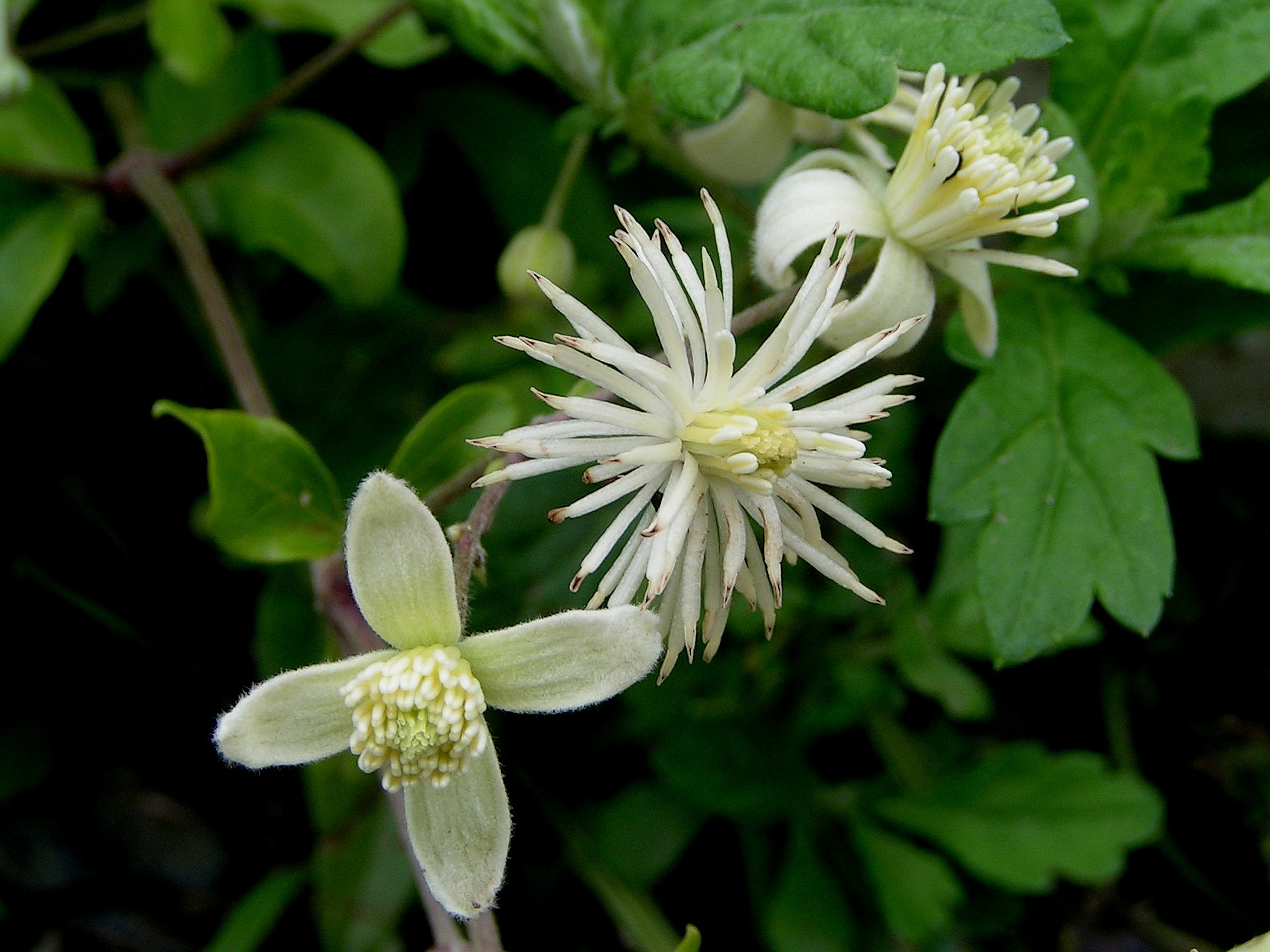
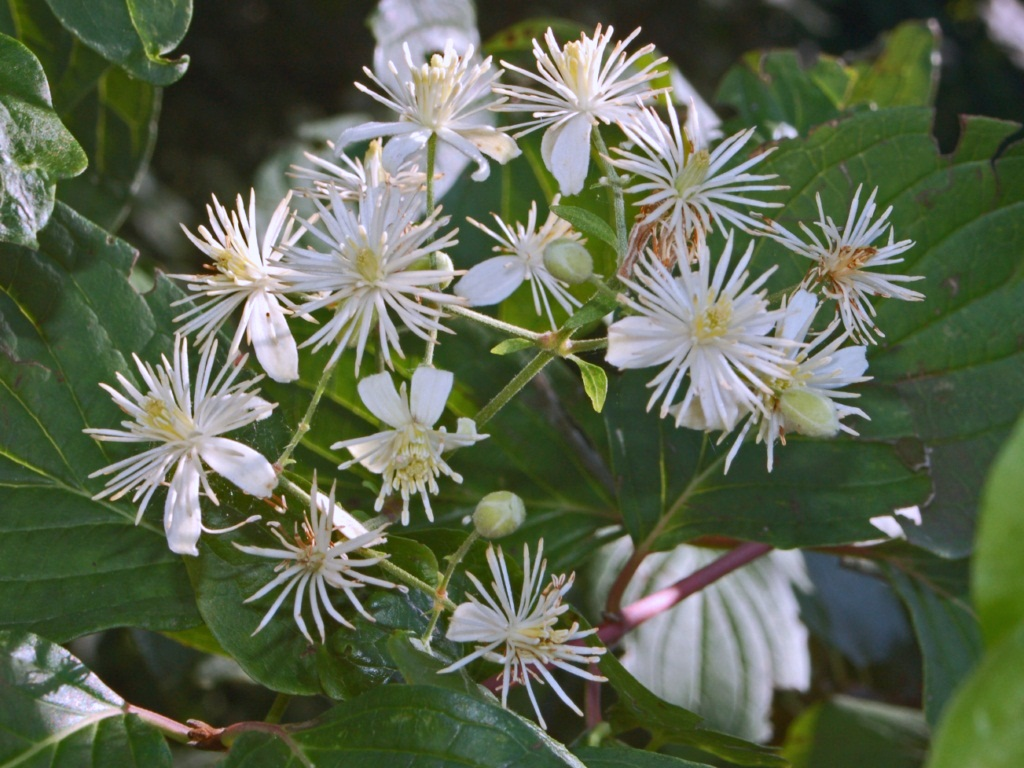
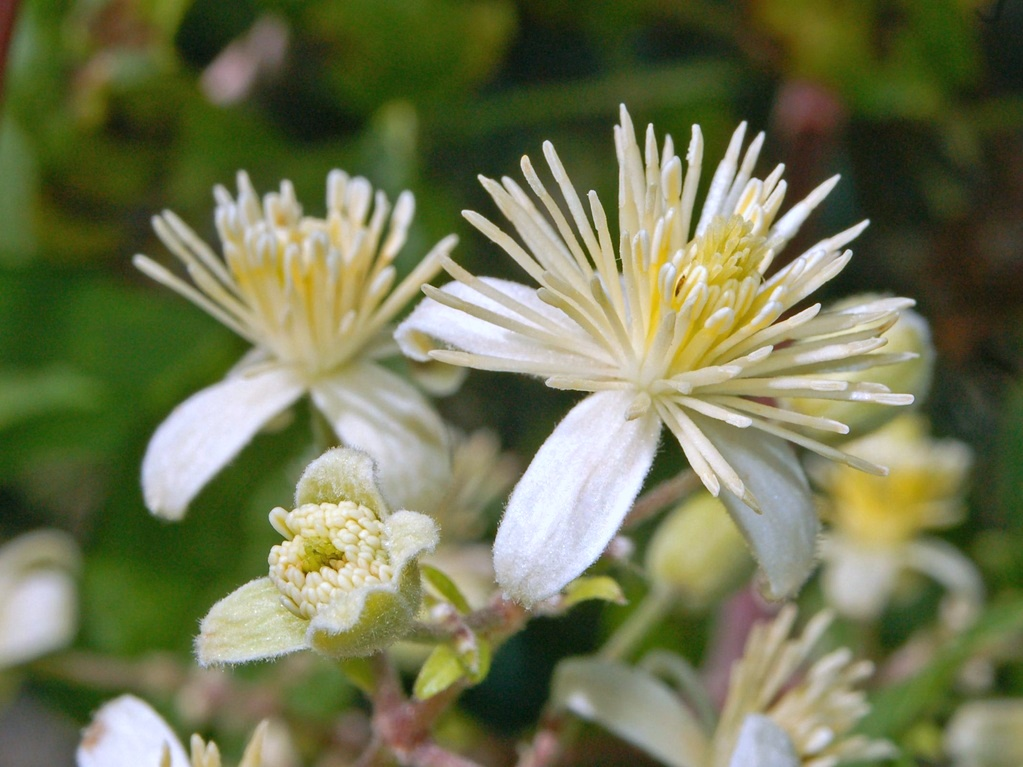
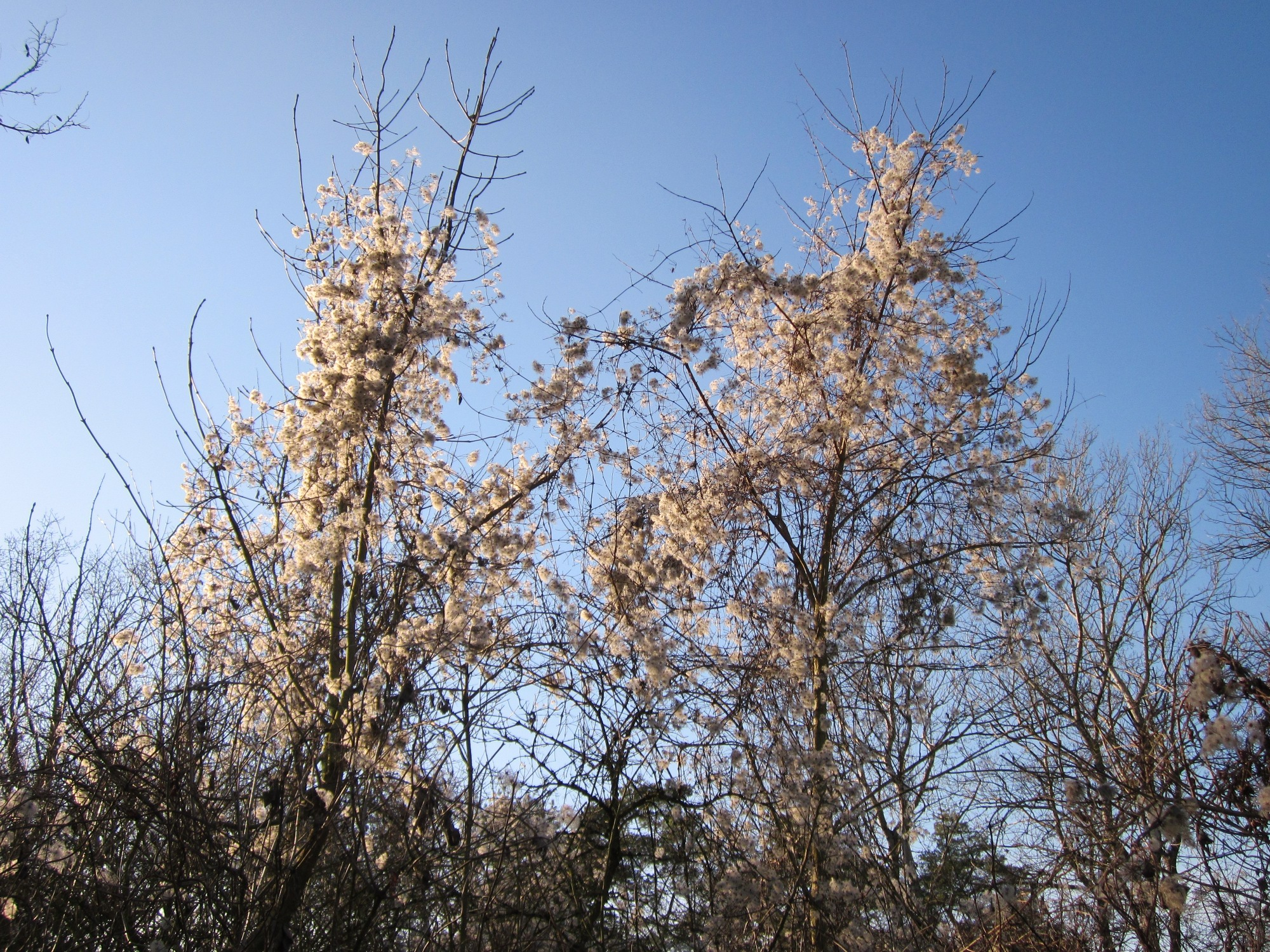
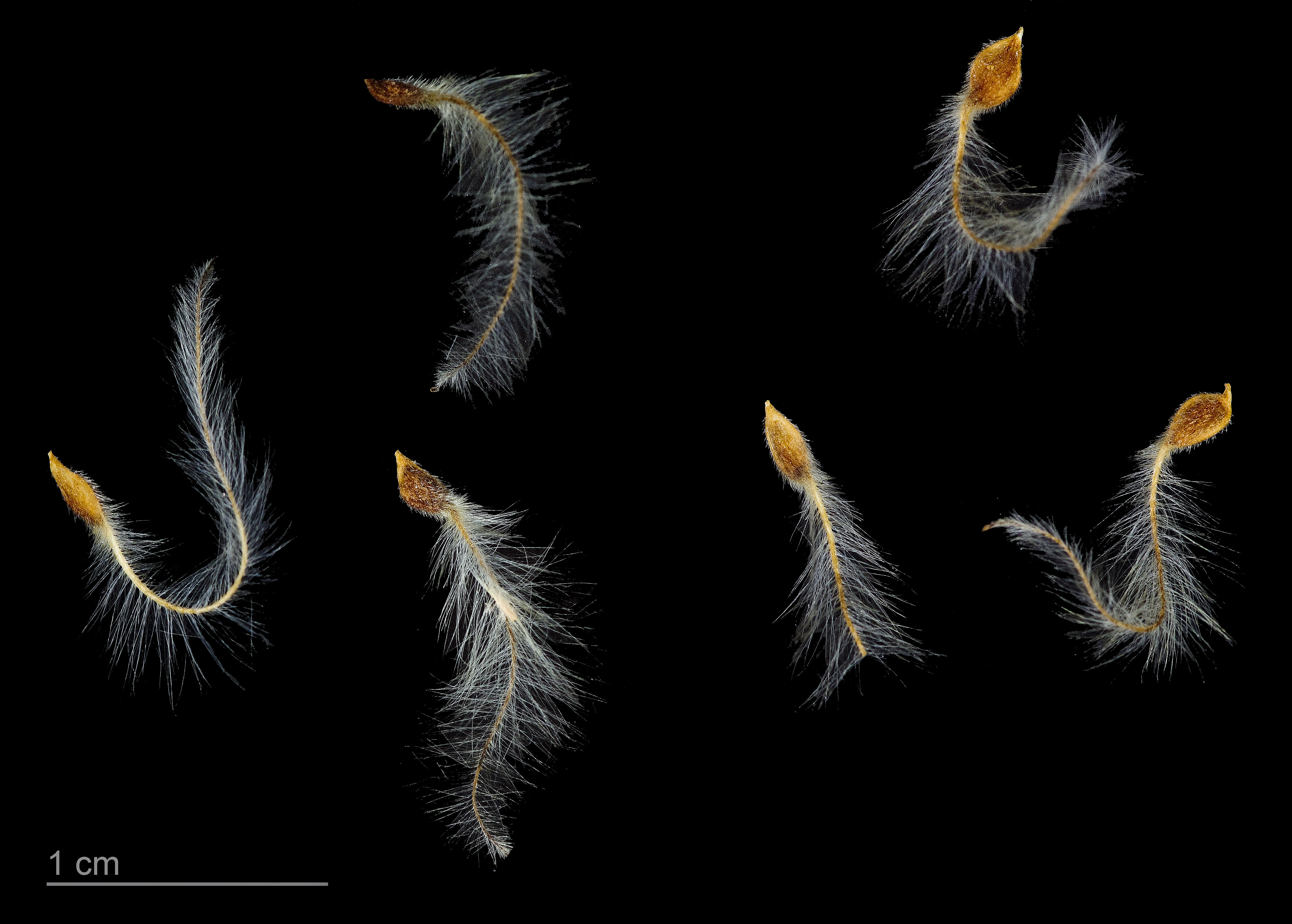
Clematis vitalba - Museum specimen